# Peter Shilton
MBE Peter Leslie Shilton (Leicester, 18 settembre 1949) è un ex calciatore e allenatore di calcio inglese, di ruolo portiere.
Detiene il record di presenze con l'Inghilterra (125). In più di trent'anni di carriera ha raggiunto il record, tuttora insuperato, di 1005 gare di campionato, con almeno 100 presenze in cinque degli otto club in cui militò. Prese parte a tre campionati del mondo (competizione in cui esordì a 33 anni nel 1982) e vanta un record di 10 incontri di fase finale (su 17 disputati) con la porta inviolata.

## Biografia
Passato attraverso problemi finanziari dovuti al vizio del gioco e ad affari sbagliati, oggi Shilton si guadagna da vivere come conferenziere. Uno dei suoi figli, Sam, è anch'egli calciatore professionista, come centrocampista.
Premiato con l'Ordine dell'Impero Britannico durante la sua carriera, Shilton ricevette in seguito l'Ordine al Merito dall'associazione calciatori professionisti. Nel 2002 fu citato con menzione d'onore nel discorso inaugurale del Museo nazionale del Calcio di Preston, per il suo contributo allo sport inglese.

## Carriera

### Club
Shilton crebbe nel Leicester, il club della sua città natale, nel quale entrò all'età di 13 anni. Fu presto notato dal portiere titolare Gordon Banks che si accorse subito delle qualità del suo collega più giovane. Di lì a quattro anni sarebbe stato proprio Shilton la causa della cessione di Banks: al momento di firmare il suo primo contratto da professionista, infatti, Shilton pose come condizione quella di esser considerato titolare. Banks si trasferì allo Stoke City e Shilton divenne il primo portiere, posto che tenne per otto stagioni.
L'esordio avvenne nel maggio 1966 a 17 anni non ancora compiuti: la performance contro l'Everton fu così positiva che il Leicester non ebbe esitazioni a privarsi di Banks che nell'estate di quell'anno sarebbe diventato campione del mondo con la nazionale inglese. Risale alla sua esperienza con quel club l'unico goal segnato da Shilton nella sua carriera: in una gara di campionato contro il Southampton, nell'ottobre del 1967, il portiere segnò direttamente su calcio di rinvio dalla propria porta.
La stagione 1968-1969 vide il Leicester retrocedere in Seconda Divisione e, contemporaneamente, raggiungere la finale di Coppa d'Inghilterra, che Shilton è tuttora uno dei più giovani portieri ad aver mai giocato. La partita fu persa 0-1 contro il Manchester City e, singolarmente, nonostante i trofei vinti in seguito, Shilton non giocò mai più la finale di Coppa d'Inghilterra.
Nonostante la retrocessione - e la decisione di non abbandonare il Leicester in Seconda Divisione - Shilton riuscì a catturare l'attenzione di sir Alf Ramsey, che lo chiamò in Nazionale, dove esordì nel novembre 1970 contro la Germania Est (battuta 3-1). Nel 1971, anche grazie a Shilton, il Leicester tornò in Prima Divisione. Le stagioni successive videro Shilton sempre più alla ribalta, per via dell'infortunio con il quale il portiere titolare della Nazionale Gordon Banks perse nel 1972 la vista a un occhio e, con esso, la possibilità di continuare la carriera professionistica ad alto livello.
Nel 1973 Shilton inaugurò la tradizione di vestire un'uniforme di gioco bianca. Quando, durante la ripetizione della semifinale dell'edizione 1973-74 di Coppa d'Inghilterra contro il Liverpool, Kevin Keegan segnò con un pallonetto al volo dalla media distanza il goal che significò l'eliminazione per il Leicester, un commentatore televisivo osservò che probabilmente Keegan aveva avuto il compito facilitato dal fatto di valutare bene la posizione di Shilton con la coda dell'occhio in virtù della sua maglietta ben distinguibile sullo sfondo.
Giunto a una svolta nella sua carriera professionale dopo otto stagioni di professionismo, Shilton decise di cambiare ambiente e si accasò allo Stoke City. In quel periodo iniziò anche la competizione con Ray Clemence del Liverpool per il posto di portiere titolare in Nazionale. Gli anni allo Stoke non furono ricchi di soddisfazioni e anche le presenze in Nazionale scarseggiarono (una nel 1975, nessuna nel 1976 e due nel 1977). Quando nel maggio 1977 lo Stoke retrocesse, Shilton cercò una squadra di prestigio per conservare le sue chance di essere considerato anche per la selezione inglese.
Nell'estate di quello stesso anno Shilton passò al Nottingham Forest appena promosso in Prima Divisione, sotto la guida del tecnico Brian Clough. La squadra vinse la Coppa di lega inglese contro il Liverpool in una finale che Shilton saltò per infortunio, e fece l'impresa di vincere il campionato da neopromossa. Con i risultati tornarono anche le convocazioni in Nazionale: il nuovo commissario tecnico Ron Greenwood, incapace di scegliere in via definitiva tra lui e Clemence, decise di usarli alternativamente. Nel 1979 arrivarono la seconda Coppa di lega consecutiva e, soprattutto, la Coppa dei Campioni, vinta a Monaco contro gli svedesi del Malmö con un goal di Trevor Francis. Nel 1980 arrivò la qualificazione ai campionati d'Europa, prima competizione cui la Nazionale inglese partecipava da 10 anni a quella parte e, prima del torneo, anche la seconda Coppa dei Campioni consecutiva per il Forest, vinta 1-0 contro l'Amburgo a Madrid con un goal di John Neilson Robertson. Shilton fu nominato quell'anno Calciatore dell'Anno dai suoi colleghi britannici. Lasciò il Nottingham nel 1982, alla fine del quinquennio più ricco di trofei della sua carriera.
Il trasferimento arrivava al culmine di un periodo turbolento sul piano personale: il vizio del gioco aveva portato Shilton a frizioni familiari e nel frattempo erano sopraggiunte una relazione extraconiugale e un arresto per guida in stato di ubriachezza. Nel pieno di queste vicende, giungeva l'esordio a 32 anni nel campionato del mondo in Spagna del 1982, che Shilton giocò da titolare e finì con un solo goal al passivo, anche se l'Inghilterra non raggiunse le semifinali.
Nel luglio 1982 Shilton firmò per il Southampton dove già giocavano Kevin Keegan e James Alan Ball, suoi ex-compagni di nazionale. Il suo momento migliore in quel club fu la semifinale di Coppa d'Inghilterra contro l'Everton, persa per un goal all'ultimo minuto. Nel 1987 si trasferì al Derby County, club in cui giocò fino al 1991, anno della retrocessione in Seconda Divisione. Ormai maturo per diventare allenatore, nel 1992 accettò l'offerta di diventare tecnico giocatore del Plymouth in Terza Divisione: allenatore a tempo pieno dal 1994, condusse la squadra agli spareggi per la Seconda Divisione ma perse in semifinale contro il Burnley. Convinto a rimettersi in porta, nel febbraio 1995 venne ingaggiato dal Wimbledon FC - che non lo schierò mai in partite di Lega - e successivamente dal Bolton, con il quale giocò un incontro. Senza presenze in Lega anche la successiva esperienza con il West Ham.
Giunto a 999 partite, ormai Shilton puntava a raggiungere la cifra tonda di mille, cosa che ottenne difendendo i pali del Leyton Orient in Terza Divisione: l'avversario di tale evento speciale, avvenuto il 22 dicembre 1996 fu il Brighton.
Nell'occasione, l'emittente satellitare Sky Sport trasmise l'incontro in diretta come momento culminante di una trasmissione speciale in cui venne presentata un'edizione del Guinness dei Primati dedicata al record di Shilton. Furono, al termine, 1005 le partite ufficiali di Lega giocate prima del definitivo ritiro all'età di quasi 48 anni.

### Nazionale
Con la Nazionale prese parte, oltre ai campionati del mondo di Spagna 1982, Messico 1986 e Italia 1990, anche ai campionati d'Europa di Italia 1980 e Germania Ovest 1988.

Shilton al campionato europeo 1980 in Italia

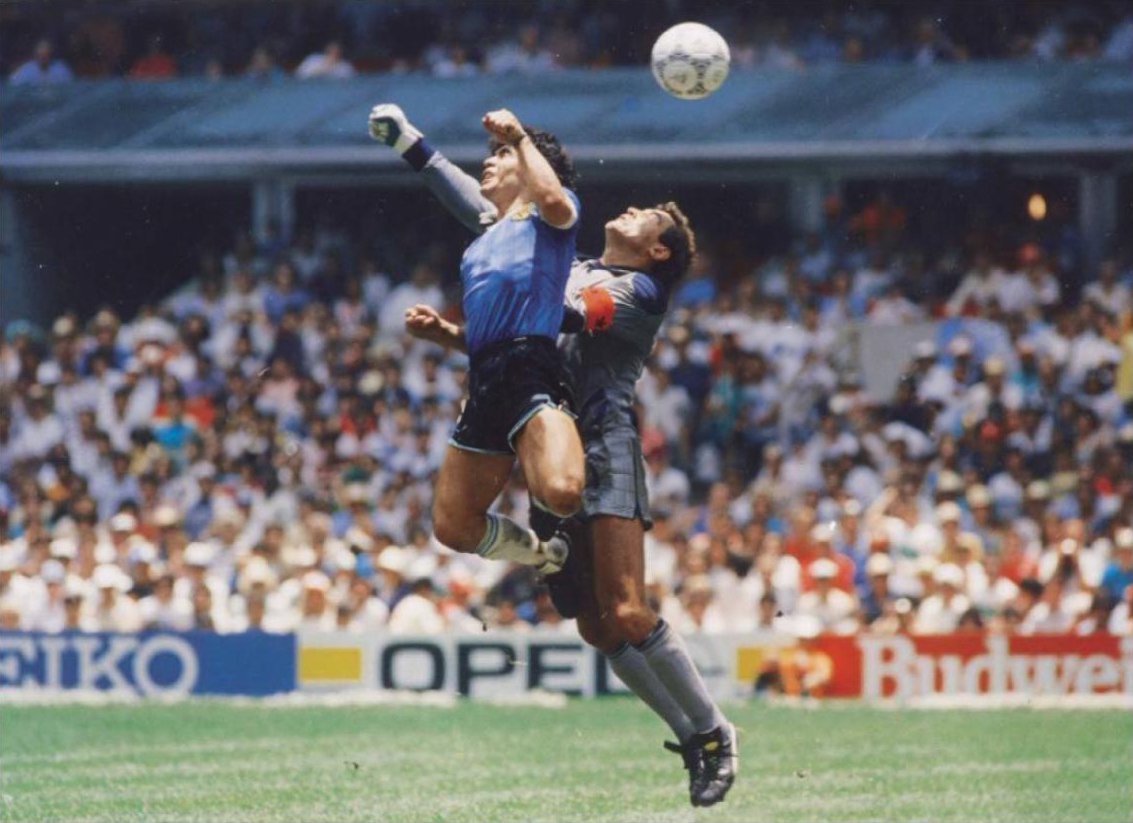
Peter Shilton subisce il famoso gol di Maradona al campionato mondiale 1986 in Messico

Fu protagonista, sebbene suo malgrado, di uno degli episodi più controversi e nel contempo più entusiasmanti della storia del calcio: il 22 giugno 1986 a Città del Messico, durante il quarto di finale Argentina-Inghilterra, subì un goal segnato di mano da Diego Maradona che l'arbitro convalidò contro ogni evidenza, poi qualche minuto più tardi ne subì uno dallo stesso Maradona dopo uno slalom da centrocampo. Alla fine il goal irregolare di Maradona fu decisivo per il risultato, perché l'Inghilterra segnò soltanto una rete con Lineker per un 1-2 finale che significava l'eliminazione inglese dal campionato del mondo.
Il primo e l'ultimo torneo cui Shilton partecipò con la sua nazionale furono entrambi in Italia e, singolarmente, sia la prima che l'ultima partita giocata furono entrambe delle sconfitte contro la nazionale di casa: a Torino, il 15 giugno 1980, l'Italia vinse 1-0 in un incontro valido per il primo turno del campionato d'Europa. A Bari, il 7 luglio 1990, sempre l'Italia vinse 2-1 la finale per il terzo posto del campionato del mondo. La conquista del quarto posto fu il miglior risultato di Shilton con la Nazionale inglese e, nella fattispecie, costituì anche la sua 125ª e ultima partita.

## Statistiche

### Presenze e reti nei club
| Stagione                 | Squadra                  | Campionato               | Campionato | Campionato | Coppe nazionali | Coppe nazionali | Coppe nazionali | Coppe continentali | Coppe continentali | Coppe continentali | Altre coppe | Altre coppe | Altre coppe | Totale | Totale |
| Stagione                 | Squadra                  | Comp                     | Pres       | Reti       | Comp            | Pres            | Reti            | Comp               | Pres               | Reti               | Comp        | Pres        | Reti        | Pres   | Reti   |
| ------------------------ | ------------------------ | ------------------------ | ---------- | ---------- | --------------- | --------------- | --------------- | ------------------ | ------------------ | ------------------ | ----------- | ----------- | ----------- | ------ | ------ |
| 1965–1966                | Leicester City           | FD                       | 1          | -          | FACup+CdL       | -               | -               | -                  | -                  | -                  | -           | -           | -           | 1      | -      |
| 1966–1967                | Leicester City           | FD                       | 4          | -          | FACup+CdL       | -               | -               | -                  | -                  | -                  | -           | -           | -           | 4      | -      |
| 1967–1968                | Leicester City           | FD                       | 35         | 1          | FACup+CdL       | 4+0             | -               | -                  | -                  | -                  | -           | -           | -           | 39     | 1      |
| 1968–1969                | Leicester City           | FD                       | 42         | -          | FACup+CdL       | 8+3             | -               | -                  | -                  | -                  | -           | -           | -           | 53     | -      |
| 1969–1970                | Leicester City           | SD                       | 39         | -          | FACup+CdL       | 5+7             | -               | -                  | -                  | -                  | -           | -           | -           | 51     | -      |
| 1970–1971                | Leicester City           | SD                       | 40         | -          | FACup+CdL       | 5+5             | -               | -                  | -                  | -                  | -           | -           | -           | 50     | -      |
| 1971–1972                | Leicester City           | FD                       | 37         | -          | FACup+CdL       | 2+1             | -               | -                  | -                  | -                  | CS+CAI      | 1+1         | -           | 42     | -      |
| 1972–1973                | Leicester City           | FD                       | 41         | -          | FACup+CdL       | 2+1             | -               | -                  | -                  | -                  | TC          | 3           | -           | 47     | -      |
| 1973–1974                | Leicester City           | FD                       | 42         | -          | FACup+CdL       | 7+2             | -               | -                  | -                  | -                  | TC          | 4           | -           | 55     | -      |
| giu. -ott.1974           | Leicester City           | FD                       | 5          | -          | FACup+CdL       | 0+1             | -               | -                  | -                  | -                  | -           | -           | -           | 6      | -      |
| Totale Leicester City    | Totale Leicester City    | Totale Leicester City    | 286        | -? ,1      |                 | 33+20           | ?               |                    | -                  | -                  |             | 9           | ?           | 349    | ?,1    |
| nov.1974-1975            | Stoke City               | FD                       | 25         | -          | FACup+CdL       | 1+0             | -               | -                  | -                  | -                  | -           | -           | -           | 26     | -      |
| 1975-1976                | Stoke City               | FD                       | 42         | -          | FACup+CdL       | 5+1             | -               | -                  | -                  | -                  | -           | -           | -           | 48     | -      |
| 1976-1977                | Stoke City               | FD                       | 40         | -          | FACup+CdL       | 1+2             | -               | -                  | -                  | -                  | -           | -           | -           | 43     | -      |
| giu. -set.1977           | Stoke City               | SD                       | 3          | -          | FACup+CdL       | 0+1             | -               | -                  | -                  | -                  | -           | -           | -           | 4      | -      |
| Totale Stoke City        | Totale Stoke City        | Totale Stoke City        | 110        | -          |                 | 7+4             | -               |                    | -                  | -                  |             | -           | -           | 121    | -      |
| set.1977 -1978           | Nottingham Forest        | FD                       | 37         | -          | FACup+CdL       | 6+0             | -               | -                  | -                  | -                  | -           | -           | -           | 43     | -      |
| 1978-1979                | Nottingham Forest        | FD                       | 42         | -          | FACup+CdL       | 3+8             | -               | CC                 | 9                  | -                  | CS          | 1           | -           | 63     | -      |
| 1979-1980                | Nottingham Forest        | FD                       | 42         | -          | FACup+CdL       | 2+10            | -               | CC                 | 9                  | -                  | SU          | 2           | -           | 65     | -      |
| 1980-1981                | Nottingham Forest        | FD                       | 40         | -          | FACup+CdL       | 6+3             | -               | CC                 | 2                  | -                  | SU+CInt     | 2+1         | -           | 54     | -      |
| 1981-1982                | Nottingham Forest        | FD                       | 41         | -          | FACup+CdL       | 1+5             | -               | -                  | -                  | -                  | -           | -           | -           | 47     | -      |
| Totale Nottingham Forest | Totale Nottingham Forest | Totale Nottingham Forest | 202        | -          |                 | 18+26           | -               |                    | 20                 | -                  |             | 6           | -           | 275    | -      |
| 1982-1983                | Southampton              | FD                       | 39         | -          | FACup+CdL       | 1+5             | -               | CU                 | 2                  | -                  | -           | -           | -           | 47     | -      |
| 1983-1984                | Southampton              | FD                       | 42         | -          | FACup+CdL       | 6+2             | -               | -                  | -                  | -                  | -           | -           | -           | 50     | -      |
| 1984-1985                | Southampton              | FD                       | 41         | -          | FACup+CdL       | 3+7             | -               | CU                 | 2                  | -                  | -           | -           | -           | 53     | -      |
| 1985-1986                | Southampton              | FD                       | 37         | -          | FACup+CdL       | 6+6             | -               | -                  | -                  | -                  | FLSC        | 3           | -           | 52     | -      |
| 1986-1987                | Southampton              | FD                       | 29         | -          | FACup+CdL       | 1+8             | -               | -                  | -                  | -                  | FMC         | 2           | -           | 40     | -      |
| Totale Southampton       | Totale Southampton       | Totale Southampton       | 188        | -          |                 | 17+28           | -               |                    | 4                  | -                  |             | 5           | -           | 242    | -      |
| 1987-1988                | Derby County             | FD                       | 40         | -          | FACup+CdL       | 1+2             | -               | -                  | -                  | -                  | FMC         | 2           | -           | 45     | -      |
| 1988-1989                | Derby County             | FD                       | 38         | -          | FACup+CdL       | 3+3             | -               | -                  | -                  | -                  | FMC         | 3           | -           | 47     | -      |
| 1989-1990                | Derby County             | FD                       | 35         | -          | FACup+CdL       | 2+5             | -               |                    | -                  | -                  | FMC         | 2           | -           | 44     | -      |
| 1990-1991                | Derby County             | FD                       | 31         | -          | FACup+CdL       | 1+5             | -               | -                  | -                  | -                  | FMC         | 1           | -           | 38     | -      |
| 1991 -mar.1992           | Derby County             | SD                       | 31         | -          | FACup+CdL       | 3+3             | -               | -                  | -                  | -                  | -           | -           | -           | 37     | -      |
| Totale Derby County      | Totale Derby County      | Totale Derby County      | 175        | -          |                 | 10+18           | -               |                    | -                  | -                  |             | 8           | -           | 216    | -      |
| mar. -giu.1992           | Plymouth Argyle          | SD                       | 7          | -          | FACup+CdL       | 0+0             | -               | -                  | -                  | -                  | -           | -           | -           | 7      | -      |
| 1992-1993                | Plymouth Argyle          | SD                       | 23         | -          | FACup+CdL       | 1+6             | -               | -                  | -                  | -                  | FFL         | 2           | -           | 32     | -      |
| 1993-1994                | Plymouth Argyle          | SD                       | 4          | -          | FACup+CdL       | 0+0             | -               |                    | -                  | -                  | -           | -           | -           | 4      | -      |
| Totale Plymouth Argyle   | Totale Plymouth Argyle   | Totale Plymouth Argyle   | 34         | -          |                 | 1+6             | -               |                    | -                  | -                  |             | 2           | -           | 43     | -      |
| feb. -mar.1995           | Wimbledon                | PL                       | -          | -          | FACup+CdL       | -               | -               | -                  | -                  | -                  | -           | -           | -           | -      | -      |
| mar. -giu.1995           | Bolton Wanderers         | FD                       | 1+1        | -          | FACup+CdL       | -               | -               | -                  | -                  | -                  | -           | -           | -           | 2      | -      |
| 1995 -gen.1996           | Coventry City            | PL                       | -          | -          | FACup+CdL       | -               | -               | -                  | -                  | -                  | -           | -           | -           | -      | -      |
| gen. -giu.1996           | West Ham                 | PL                       | -          | -          | FACup+CdL       | -               | -               | -                  | -                  | -                  | -           | -           | -           | -      | -      |
| nov.1996 -1997           | Leyton Orient            | TD                       | 9          | -          | FACup+CdL       | 1+0             | -               | -                  | -                  | -                  | -           | -           | -           | 10     | -      |
| Totale carriera          | Totale carriera          | Totale carriera          | 1005+1     | 1+0        |                 | 87+102          | -               |                    | 24                 | -                  |             | 30          | -           | 1258   | 1      |

### Cronologia presenze e reti in nazionale
| Cronologia completa delle presenze e delle reti in nazionale ― Inghilterra | Cronologia completa delle presenze e delle reti in nazionale ― Inghilterra | Cronologia completa delle presenze e delle reti in nazionale ― Inghilterra | Cronologia completa delle presenze e delle reti in nazionale ― Inghilterra | Cronologia completa delle presenze e delle reti in nazionale ― Inghilterra | Cronologia completa delle presenze e delle reti in nazionale ― Inghilterra | Cronologia completa delle presenze e delle reti in nazionale ― Inghilterra | Cronologia completa delle presenze e delle reti in nazionale ― Inghilterra |
| Data                                                                       | Città                                                                      | In casa                                                                    | Risultato                                                                  | Ospiti                                                                     | Competizione                                                               | Reti                                                                       | Note                                                                       |
| -------------------------------------------------------------------------- | -------------------------------------------------------------------------- | -------------------------------------------------------------------------- | -------------------------------------------------------------------------- | -------------------------------------------------------------------------- | -------------------------------------------------------------------------- | -------------------------------------------------------------------------- | -------------------------------------------------------------------------- |
| 25-11-1970                                                                 | Londra                                                                     | Inghilterra                                                                | 3 – 1                                                                      | Germania Est                                                               | Amichevole                                                                 | -1                                                                         |                                                                            |
| 19-5-1971                                                                  | Londra                                                                     | Inghilterra                                                                | 0 – 0                                                                      | Galles                                                                     | Amichevole                                                                 | -                                                                          |                                                                            |
| 10-11-1971                                                                 | Londra                                                                     | Inghilterra                                                                | 1 – 1                                                                      | Svizzera                                                                   | Amichevole                                                                 | -1                                                                         |                                                                            |
| 23-5-1972                                                                  | Londra                                                                     | Inghilterra                                                                | 0 – 1                                                                      | Irlanda del Nord                                                           | Amichevole                                                                 | -1                                                                         |                                                                            |
| 11-10-1972                                                                 | Londra                                                                     | Inghilterra                                                                | 1 – 1                                                                      | Jugoslavia                                                                 | Amichevole                                                                 | -1                                                                         |                                                                            |
| 14-2-1973                                                                  | Glasgow                                                                    | Scozia                                                                     | 0 – 5                                                                      | Inghilterra                                                                | Amichevole                                                                 | -                                                                          |                                                                            |
| 12-5-1973                                                                  | Liverpool                                                                  | Inghilterra                                                                | 2 – 1                                                                      | Irlanda del Nord                                                           | Amichevole                                                                 | -1                                                                         |                                                                            |
| 15-5-1973                                                                  | Londra                                                                     | Inghilterra                                                                | 3 – 0                                                                      | Galles                                                                     | Amichevole                                                                 | -                                                                          |                                                                            |
| 19-5-1973                                                                  | Londra                                                                     | Inghilterra                                                                | 1 – 0                                                                      | Scozia                                                                     | Amichevole                                                                 | -                                                                          |                                                                            |
| 27-5-1973                                                                  | Praga                                                                      | Cecoslovacchia                                                             | 1 – 1                                                                      | Inghilterra                                                                | Amichevole                                                                 | -1                                                                         |                                                                            |
| 6-6-1973                                                                   | Cracovia                                                                   | Polonia                                                                    | 2 – 0                                                                      | Inghilterra                                                                | Qual. Mondiali 1974                                                        | -2                                                                         |                                                                            |
| 10-6-1973                                                                  | Mosca                                                                      | Unione Sovietica                                                           | 1 – 2                                                                      | Inghilterra                                                                | Amichevole                                                                 | -1                                                                         |                                                                            |
| 14-6-1973                                                                  | Torino                                                                     | Italia                                                                     | 2 – 0                                                                      | Inghilterra                                                                | Amichevole                                                                 | -2                                                                         |                                                                            |
| 26-9-1973                                                                  | Londra                                                                     | Inghilterra                                                                | 7 – 0                                                                      | Austria                                                                    | Amichevole                                                                 | -                                                                          |                                                                            |
| 17-10-1973                                                                 | Londra                                                                     | Inghilterra                                                                | 1 – 1                                                                      | Polonia                                                                    | Qual. Mondiali 1974                                                        | -1                                                                         |                                                                            |
| 14-11-1973                                                                 | Londra                                                                     | Inghilterra                                                                | 0 – 1                                                                      | Italia                                                                     | Amichevole                                                                 | -1                                                                         |                                                                            |
| 11-5-1974                                                                  | Cardiff                                                                    | Galles                                                                     | 0 – 2                                                                      | Inghilterra                                                                | Amichevole                                                                 | -                                                                          |                                                                            |
| 15-5-1974                                                                  | Londra                                                                     | Inghilterra                                                                | 1 – 0                                                                      | Irlanda del Nord                                                           | Amichevole                                                                 | -                                                                          |                                                                            |
| 18-5-1974                                                                  | Glasgow                                                                    | Scozia                                                                     | 2 – 0                                                                      | Inghilterra                                                                | Amichevole                                                                 | -2                                                                         |                                                                            |
| 22-5-1974                                                                  | Londra                                                                     | Inghilterra                                                                | 2 – 2                                                                      | Argentina                                                                  | Amichevole                                                                 | -2                                                                         |                                                                            |
| 16-4-1975                                                                  | Londra                                                                     | Inghilterra                                                                | 5 – 0                                                                      | Cipro                                                                      | Qual. Euro 1976                                                            | -                                                                          |                                                                            |
| 28-5-1977                                                                  | Belfast                                                                    | Irlanda del Nord                                                           | 1 – 2                                                                      | Inghilterra                                                                | Amichevole                                                                 | -1                                                                         |                                                                            |
| 31-5-1977                                                                  | Londra                                                                     | Inghilterra                                                                | 0 – 1                                                                      | Galles                                                                     | Amichevole                                                                 | -1                                                                         |                                                                            |
| 13-5-1978                                                                  | Cardiff                                                                    | Galles                                                                     | 1 – 3                                                                      | Inghilterra                                                                | Amichevole                                                                 | -1                                                                         |                                                                            |
| 24-5-1978                                                                  | Londra                                                                     | Inghilterra                                                                | 4 – 1                                                                      | Ungheria                                                                   | Amichevole                                                                 | -1                                                                         |                                                                            |
| 29-11-1978                                                                 | Londra                                                                     | Inghilterra                                                                | 1 – 0                                                                      | Cecoslovacchia                                                             | Amichevole                                                                 | -                                                                          |                                                                            |
| 10-6-1979                                                                  | Stoccolma                                                                  | Svezia                                                                     | 0 – 0                                                                      | Inghilterra                                                                | Amichevole                                                                 | -                                                                          |                                                                            |
| 13-6-1979                                                                  | Vienna                                                                     | Austria                                                                    | 4 – 3                                                                      | Inghilterra                                                                | Amichevole                                                                 | -4                                                                         |                                                                            |
| 17-10-1979                                                                 | Belfast                                                                    | Irlanda del Nord                                                           | 1 – 5                                                                      | Inghilterra                                                                | Qual. Euro 1980                                                            | -1                                                                         |                                                                            |
| 26-3-1980                                                                  | Barcellona                                                                 | Spagna                                                                     | 0 – 2                                                                      | Inghilterra                                                                | Amichevole                                                                 | -                                                                          |                                                                            |
| 15-6-1980                                                                  | Torino                                                                     | Italia                                                                     | 1 – 0                                                                      | Inghilterra                                                                | Euro 1980 - 1º turno                                                       | -1                                                                         |                                                                            |
| 10-9-1980                                                                  | Londra                                                                     | Inghilterra                                                                | 4 – 0                                                                      | Norvegia                                                                   | Qual. Mondiali 1982                                                        | -                                                                          |                                                                            |
| 19-11-1980                                                                 | Londra                                                                     | Inghilterra                                                                | 2 – 1                                                                      | Svizzera                                                                   | Qual. Mondiali 1982                                                        | -1                                                                         |                                                                            |
| 29-4-1981                                                                  | Londra                                                                     | Inghilterra                                                                | 0 – 0                                                                      | Romania                                                                    | Qual. Mondiali 1982                                                        | -                                                                          |                                                                            |
| 18-11-1981                                                                 | Londra                                                                     | Inghilterra                                                                | 1 – 0                                                                      | Ungheria                                                                   | Qual. Mondiali 1982                                                        | -                                                                          |                                                                            |
| 25-5-1982                                                                  | Londra                                                                     | Inghilterra                                                                | 2 – 0                                                                      | Paesi Bassi                                                                | Amichevole                                                                 | -                                                                          | cap.                                                                       |
| 29-5-1982                                                                  | Glasgow                                                                    | Scozia                                                                     | 0 – 1                                                                      | Inghilterra                                                                | Amichevole                                                                 | -                                                                          |                                                                            |
| 16-6-1982                                                                  | Bilbao                                                                     | Francia                                                                    | 1 – 3                                                                      | Inghilterra                                                                | Mondiali 1982 - 1º turno                                                   | -1                                                                         |                                                                            |
| 20-6-1982                                                                  | Bilbao                                                                     | Inghilterra                                                                | 2 – 0                                                                      | Cecoslovacchia                                                             | Mondiali 1982 - 1º turno                                                   | -                                                                          |                                                                            |
| 25-6-1982                                                                  | Bilbao                                                                     | Inghilterra                                                                | 1 – 0                                                                      | Kuwait                                                                     | Mondiali 1982 - 1º turno                                                   | -                                                                          |                                                                            |
| 29-6-1982                                                                  | Madrid                                                                     | Germania Ovest                                                             | 0 – 0                                                                      | Inghilterra                                                                | Mondiali 1982 - 2º turno                                                   | -                                                                          |                                                                            |
| 5-7-1982                                                                   | Madrid                                                                     | Spagna                                                                     | 0 – 0                                                                      | Inghilterra                                                                | Mondiali 1982 - 2º turno                                                   | -                                                                          |                                                                            |
| 22-9-1982                                                                  | Copenaghen                                                                 | Danimarca                                                                  | 2 – 2                                                                      | Inghilterra                                                                | Qual. Euro 1984                                                            | -2                                                                         |                                                                            |
| 13-10-1982                                                                 | Londra                                                                     | Inghilterra                                                                | 1 – 2                                                                      | Germania Ovest                                                             | Amichevole                                                                 | -2                                                                         |                                                                            |
| 17-11-1982                                                                 | Salonicco                                                                  | Grecia                                                                     | 0 – 3                                                                      | Inghilterra                                                                | Qual. Euro 1984                                                            | -                                                                          |                                                                            |
| 23-2-1983                                                                  | Londra                                                                     | Inghilterra                                                                | 2 – 1                                                                      | Galles                                                                     | Amichevole                                                                 | -1                                                                         | cap.                                                                       |
| 30-3-1983                                                                  | Londra                                                                     | Inghilterra                                                                | 0 – 0                                                                      | Grecia                                                                     | Qual. Euro 1984                                                            | -                                                                          | cap.                                                                       |
| 27-4-1983                                                                  | Londra                                                                     | Inghilterra                                                                | 2 – 0                                                                      | Ungheria                                                                   | Qual. Euro 1984                                                            | -                                                                          | cap.                                                                       |
| 28-5-1983                                                                  | Belfast                                                                    | Irlanda del Nord                                                           | 0 – 0                                                                      | Inghilterra                                                                | Amichevole                                                                 | -                                                                          | cap.                                                                       |
| 1-6-1983                                                                   | Londra                                                                     | Inghilterra                                                                | 2 – 0                                                                      | Scozia                                                                     | Amichevole                                                                 | -                                                                          |                                                                            |
| 12-6-1983                                                                  | Sydney                                                                     | Australia                                                                  | 0 – 0                                                                      | Inghilterra                                                                | Amichevole                                                                 | -                                                                          | cap.                                                                       |
| 15-6-1983                                                                  | Brisbane                                                                   | Australia                                                                  | 0 – 1                                                                      | Inghilterra                                                                | Amichevole                                                                 | -                                                                          | cap.                                                                       |
| 19-6-1983                                                                  | Melbourne                                                                  | Australia                                                                  | 1 – 1                                                                      | Inghilterra                                                                | Amichevole                                                                 | -1                                                                         | cap.                                                                       |
| 21-9-1983                                                                  | Londra                                                                     | Inghilterra                                                                | 0 – 1                                                                      | Danimarca                                                                  | Qual. Euro 1984                                                            | -1                                                                         |                                                                            |
| 12-10-1983                                                                 | Budapest                                                                   | Ungheria                                                                   | 0 – 3                                                                      | Inghilterra                                                                | Qual. Euro 1984                                                            | -                                                                          |                                                                            |
| 29-2-1984                                                                  | Parigi                                                                     | Francia                                                                    | 2 – 0                                                                      | Inghilterra                                                                | Amichevole                                                                 | -2                                                                         |                                                                            |
| 4-4-1984                                                                   | Londra                                                                     | Inghilterra                                                                | 1 – 0                                                                      | Irlanda del Nord                                                           | Amichevole                                                                 | -                                                                          |                                                                            |
| 2-5-1984                                                                   | Wrexham                                                                    | Galles                                                                     | 1 – 0                                                                      | Inghilterra                                                                | Amichevole                                                                 | -1                                                                         |                                                                            |
| 26-5-1984                                                                  | Glasgow                                                                    | Scozia                                                                     | 1 – 1                                                                      | Inghilterra                                                                | Amichevole                                                                 | -1                                                                         |                                                                            |
| 2-6-1984                                                                   | Londra                                                                     | Inghilterra                                                                | 0 – 2                                                                      | Unione Sovietica                                                           | Amichevole                                                                 | -2                                                                         |                                                                            |
| 10-6-1984                                                                  | Rio de Janeiro                                                             | Brasile                                                                    | 0 – 2                                                                      | Inghilterra                                                                | Amichevole                                                                 | -                                                                          |                                                                            |
| 13-6-1984                                                                  | Montevideo                                                                 | Uruguay                                                                    | 2 – 0                                                                      | Inghilterra                                                                | Amichevole                                                                 | -2                                                                         |                                                                            |
| 17-6-1984                                                                  | Ñuñoa                                                                      | Cile                                                                       | 0 – 0                                                                      | Inghilterra                                                                | Amichevole                                                                 | -                                                                          |                                                                            |
| 12-9-1984                                                                  | Londra                                                                     | Inghilterra                                                                | 1 – 0                                                                      | Germania Est                                                               | Amichevole                                                                 | -                                                                          |                                                                            |
| 17-10-1984                                                                 | Londra                                                                     | Inghilterra                                                                | 5 – 0                                                                      | Finlandia                                                                  | Qual. Mondiali 1986                                                        | -                                                                          |                                                                            |
| 14-11-1984                                                                 | Istanbul                                                                   | Turchia                                                                    | 0 – 8                                                                      | Inghilterra                                                                | Qual. Mondiali 1986                                                        | -                                                                          |                                                                            |
| 27-2-1985                                                                  | Belfast                                                                    | Irlanda del Nord                                                           | 0 – 1                                                                      | Inghilterra                                                                | Qual. Mondiali 1986                                                        | -                                                                          |                                                                            |
| 1-5-1985                                                                   | Bucarest                                                                   | Romania                                                                    | 0 – 0                                                                      | Inghilterra                                                                | Qual. Mondiali 1986                                                        | -                                                                          |                                                                            |
| 22-5-1985                                                                  | Helsinki                                                                   | Finlandia                                                                  | 1 – 1                                                                      | Inghilterra                                                                | Qual. Mondiali 1986                                                        | -1                                                                         |                                                                            |
| 25-5-1985                                                                  | Glasgow                                                                    | Scozia                                                                     | 1 – 0                                                                      | Inghilterra                                                                | Amichevole                                                                 | -1                                                                         |                                                                            |
| 6-6-1985                                                                   | Città del Messico                                                          | Inghilterra                                                                | 1 – 2                                                                      | Italia                                                                     | Amichevole                                                                 | -2                                                                         |                                                                            |
| 12-6-1985                                                                  | Città del Messico                                                          | Germania Ovest                                                             | 0 – 3                                                                      | Inghilterra                                                                | Amichevole                                                                 | -                                                                          |                                                                            |
| 11-9-1985                                                                  | Londra                                                                     | Inghilterra                                                                | 1 – 1                                                                      | Romania                                                                    | Qual. Mondiali 1986                                                        | -1                                                                         |                                                                            |
| 16-10-1985                                                                 | Londra                                                                     | Inghilterra                                                                | 5 – 0                                                                      | Turchia                                                                    | Qual. Mondiali 1986                                                        | -                                                                          |                                                                            |
| 13-11-1985                                                                 | Londra                                                                     | Inghilterra                                                                | 0 – 0                                                                      | Irlanda del Nord                                                           | Qual. Mondiali 1986                                                        | -                                                                          |                                                                            |
| 29-1-1986                                                                  | Il Cairo                                                                   | Egitto                                                                     | 0 – 4                                                                      | Inghilterra                                                                | Amichevole                                                                 | -                                                                          |                                                                            |
| 26-2-1986                                                                  | Tel Aviv                                                                   | Israele                                                                    | 1 – 2                                                                      | Inghilterra                                                                | Amichevole                                                                 | -1                                                                         |                                                                            |
| 26-3-1986                                                                  | Tbilisi                                                                    | Unione Sovietica                                                           | 0 – 1                                                                      | Inghilterra                                                                | Amichevole                                                                 | -                                                                          |                                                                            |
| 23-4-1986                                                                  | Londra                                                                     | Inghilterra                                                                | 2 – 1                                                                      | Scozia                                                                     | Amichevole                                                                 | -1                                                                         |                                                                            |
| 17-5-1986                                                                  | Los Angeles                                                                | Messico                                                                    | 0 – 3                                                                      | Inghilterra                                                                | Amichevole                                                                 | -                                                                          |                                                                            |
| 24-5-1986                                                                  | Burnaby                                                                    | Canada                                                                     | 0 – 1                                                                      | Inghilterra                                                                | Amichevole                                                                 | -                                                                          |                                                                            |
| 3-6-1986                                                                   | Monterrey                                                                  | Inghilterra                                                                | 0 – 1                                                                      | Portogallo                                                                 | Mondiali 1986 - 1º turno                                                   | -1                                                                         |                                                                            |
| 6-6-1986                                                                   | Monterrey                                                                  | Marocco                                                                    | 0 – 0                                                                      | Inghilterra                                                                | Mondiali 1986 - 1º turno                                                   | -                                                                          |                                                                            |
| 11-6-1986                                                                  | Monterrey                                                                  | Inghilterra                                                                | 3 – 0                                                                      | Polonia                                                                    | Mondiali 1986 - 1º turno                                                   | -                                                                          | cap.                                                                       |
| 18-6-1986                                                                  | Città del Messico                                                          | Inghilterra                                                                | 3 – 0                                                                      | Paraguay                                                                   | Mondiali 1986 - Ottavi di finale                                           | -                                                                          | cap.                                                                       |
| 22-6-1986                                                                  | Città del Messico                                                          | Argentina                                                                  | 2 – 1                                                                      | Inghilterra                                                                | Mondiali 1986 - Quarti di finale                                           | -2                                                                         | cap.                                                                       |
| 10-9-1986                                                                  | Stoccolma                                                                  | Svezia                                                                     | 1 – 0                                                                      | Inghilterra                                                                | Amichevole                                                                 | -1                                                                         | cap.                                                                       |
| 15-10-1986                                                                 | Londra                                                                     | Inghilterra                                                                | 3 – 0                                                                      | Irlanda del Nord                                                           | Qual. Euro 1988                                                            | -                                                                          |                                                                            |
| 18-2-1987                                                                  | Madrid                                                                     | Spagna                                                                     | 2 – 4                                                                      | Inghilterra                                                                | Amichevole                                                                 | -2                                                                         |                                                                            |
| 1-4-1987                                                                   | Belfast                                                                    | Irlanda del Nord                                                           | 0 – 2                                                                      | Inghilterra                                                                | Qual. Euro 1988                                                            | -                                                                          |                                                                            |
| 19-5-1987                                                                  | Londra                                                                     | Inghilterra                                                                | 1 – 1                                                                      | Brasile                                                                    | Amichevole                                                                 | -1                                                                         |                                                                            |
| 9-9-1987                                                                   | Düsseldorf                                                                 | Germania Ovest                                                             | 3 – 1                                                                      | Inghilterra                                                                | Amichevole                                                                 | -3                                                                         | cap.                                                                       |
| 14-10-1987                                                                 | Londra                                                                     | Inghilterra                                                                | 8 – 0                                                                      | Turchia                                                                    | Qual. Euro 1988                                                            | -                                                                          |                                                                            |
| 11-11-1987                                                                 | Belgrado                                                                   | Jugoslavia                                                                 | 1 – 4                                                                      | Inghilterra                                                                | Qual. Euro 1988                                                            | -1                                                                         |                                                                            |
| 23-3-1988                                                                  | Londra                                                                     | Inghilterra                                                                | 2 – 2                                                                      | Paesi Bassi                                                                | Amichevole                                                                 | -2                                                                         |                                                                            |
| 21-5-1988                                                                  | Manchester                                                                 | Inghilterra                                                                | 1 – 0                                                                      | Scozia                                                                     | Amichevole                                                                 | -                                                                          |                                                                            |
| 24-5-1988                                                                  | Bristol                                                                    | Inghilterra                                                                | 1 – 1                                                                      | Colombia                                                                   | Amichevole                                                                 | -1                                                                         |                                                                            |
| 28-5-1988                                                                  | Losanna                                                                    | Svizzera                                                                   | 0 – 1                                                                      | Inghilterra                                                                | Amichevole                                                                 | -                                                                          |                                                                            |
| 12-6-1988                                                                  | Stoccarda                                                                  | Irlanda                                                                    | 1 – 0                                                                      | Inghilterra                                                                | Euro 1988 - 1º turno                                                       | -1                                                                         |                                                                            |
| 15-6-1988                                                                  | Düsseldorf                                                                 | Paesi Bassi                                                                | 3 – 1                                                                      | Inghilterra                                                                | Euro 1988 - 1º turno                                                       | -3                                                                         |                                                                            |
| 14-9-1988                                                                  | Londra                                                                     | Inghilterra                                                                | 1 – 0                                                                      | Danimarca                                                                  | Amichevole                                                                 | -                                                                          |                                                                            |
| 19-10-1988                                                                 | Londra                                                                     | Inghilterra                                                                | 0 – 0                                                                      | Svezia                                                                     | Qual. Mondiali 1990                                                        | -                                                                          |                                                                            |
| 8-2-1989                                                                   | Amarousio                                                                  | Grecia                                                                     | 1 – 2                                                                      | Inghilterra                                                                | Amichevole                                                                 | -1                                                                         |                                                                            |
| 8-3-1989                                                                   | Tirana                                                                     | Albania                                                                    | 0 – 2                                                                      | Inghilterra                                                                | Qual. Mondiali 1990                                                        | -                                                                          |                                                                            |
| 26-4-1989                                                                  | Londra                                                                     | Inghilterra                                                                | 5 – 0                                                                      | Albania                                                                    | Qual. Mondiali 1990                                                        | -                                                                          |                                                                            |
| 23-5-1989                                                                  | Londra                                                                     | Inghilterra                                                                | 0 – 0                                                                      | Cile                                                                       | Amichevole                                                                 | -                                                                          |                                                                            |
| 27-5-1989                                                                  | Glasgow                                                                    | Scozia                                                                     | 0 – 2                                                                      | Inghilterra                                                                | Amichevole                                                                 | -                                                                          |                                                                            |
| 3-6-1989                                                                   | Londra                                                                     | Inghilterra                                                                | 3 – 0                                                                      | Polonia                                                                    | Qual. Mondiali 1990                                                        | -                                                                          |                                                                            |
| 7-6-1989                                                                   | Copenaghen                                                                 | Danimarca                                                                  | 1 – 1                                                                      | Inghilterra                                                                | Amichevole                                                                 | -1                                                                         |                                                                            |
| 6-9-1989                                                                   | Stoccolma                                                                  | Svezia                                                                     | 0 – 0                                                                      | Inghilterra                                                                | Qual. Mondiali 1990                                                        | -                                                                          |                                                                            |
| 11-10-1989                                                                 | Chorzów                                                                    | Polonia                                                                    | 0 – 0                                                                      | Inghilterra                                                                | Qual. Mondiali 1990                                                        | -                                                                          |                                                                            |
| 15-11-1989                                                                 | Londra                                                                     | Inghilterra                                                                | 0 – 0                                                                      | Italia                                                                     | Amichevole                                                                 | -                                                                          |                                                                            |
| 13-12-1989                                                                 | Londra                                                                     | Inghilterra                                                                | 2 – 1                                                                      | Jugoslavia                                                                 | Amichevole                                                                 | -1                                                                         |                                                                            |
| 28-3-1990                                                                  | Londra                                                                     | Inghilterra                                                                | 1 – 0                                                                      | Brasile                                                                    | Amichevole                                                                 | -                                                                          |                                                                            |
| 25-4-1990                                                                  | Londra                                                                     | Inghilterra                                                                | 4 – 2                                                                      | Cecoslovacchia                                                             | Amichevole                                                                 | -2                                                                         |                                                                            |
| 15-5-1990                                                                  | Londra                                                                     | Inghilterra                                                                | 1 – 0                                                                      | Danimarca                                                                  | Amichevole                                                                 | -                                                                          |                                                                            |
| 22-5-1990                                                                  | Londra                                                                     | Inghilterra                                                                | 1 – 2                                                                      | Uruguay                                                                    | Amichevole                                                                 | -2                                                                         |                                                                            |
| 2-6-1990                                                                   | Tunisi                                                                     | Tunisia                                                                    | 1 – 1                                                                      | Inghilterra                                                                | Amichevole                                                                 | -1                                                                         |                                                                            |
| 11-6-1990                                                                  | Cagliari                                                                   | Irlanda                                                                    | 1 – 1                                                                      | Inghilterra                                                                | Mondiali 1990 - 1º turno                                                   | -1                                                                         |                                                                            |
| 16-6-1990                                                                  | Cagliari                                                                   | Paesi Bassi                                                                | 0 – 0                                                                      | Inghilterra                                                                | Mondiali 1990 - 1º turno                                                   | -                                                                          |                                                                            |
| 21-6-1990                                                                  | Cagliari                                                                   | Inghilterra                                                                | 1 – 0                                                                      | Egitto                                                                     | Mondiali 1990 - 1º turno                                                   | -                                                                          | cap.                                                                       |
| 26-6-1990                                                                  | Bologna                                                                    | Belgio                                                                     | 0 – 1 dts                                                                  | Inghilterra                                                                | Mondiali 1990 - Ottavi di finale                                           | -                                                                          |                                                                            |
| 1-7-1990                                                                   | Napoli                                                                     | Inghilterra                                                                | 3 – 2 dts                                                                  | Camerun                                                                    | Mondiali 1990 - Quarti di finale                                           | -2                                                                         |                                                                            |
| 4-7-1990                                                                   | Torino                                                                     | Germania Ovest                                                             | 1 – 1 dts (4 – 3 dtr)                                                      | Inghilterra                                                                | Mondiali 1990 - Semifinale                                                 | -1                                                                         |                                                                            |
| 7-7-1990                                                                   | Bari                                                                       | Italia                                                                     | 2 – 1                                                                      | Inghilterra                                                                | Mondiali 1990 - Finale 3º posto                                            | -2                                                                         | cap.                                                                       |
| Totale                                                                     |                                                                            | Presenze (1º posto)                                                        | 125                                                                        |                                                                            | Reti                                                                       | -83                                                                        |                                                                            |

## Palmarès

### Club

#### Competizioni nazionali
- Campionato inglese di seconda divisione: 1

Leicester City: 1970-1971
- Campionato inglese: 1

Nottingham Forest: 1977-1978
- Coppa di Lega inglese: 2

Nottingham Forest: 1977-1978, 1978-1979
- Charity Shield: 2

Leicester City: 1971
Nottingham Forest: 1978

#### Competizioni internazionali
- Coppa dei Campioni: 2

Nottingham Forest: 1978-1979, 1979-1980
- Supercoppa UEFA: 1

Nottingham Forest: 1979

### Individuale
- Squadra dell'anno della PFA: 10 (record)

1975, 1978, 1979, 1980, 1981, 1982, 1983, 1984, 1985, 1986
- Giocatore dell'anno della PFA: 1

1978